# Conothele vali
Conothele vali là một loài nhện trong họ Ctenizidae.
Loài này thuộc chi Conothele. Conothele vali được miêu tả năm 2009 bởi Siliwal et al..